# Tos
La tos es un mecanismo reflejo complejo que permite mantener la función de intercambio de gases de los pulmones evitando la aspiración de cuerpos extraños o bien liberando la vía aérea de secreciones o partículas mediante la espiración violenta. En situaciones normales tiene un efecto protector de las vías aéreas y de los pulmones, pero en otras condiciones puede llegar a ser excesiva y sin utilidad, convirtiéndose en un factor potencialmente dañino. Es el síntoma más común de consulta a los servicios médicos.
Por otro lado, la tos representa un medio de propagación de infecciones del tracto respiratorio, como la influenza, la tuberculosis, el síndrome respiratorio agudo grave o la tos ferina (producida por B. pertusis). Así mismo, en el contexto de enfermedades como el asma, la enfermedad pulmonar obstructiva crónica, el reflujo gastroesofágico, o la rinosinusitis la tos llega a ser excesiva y dañina para la vía aérea, empeorando la calidad de vida de los enfermos.
Cada tos se genera por la estimulación de un complejo arco reflejo. Se puede iniciar por la estimulación mecánica o química de receptores ubicados en la tráquea, la carina traqueal, los bronquios y los bronquiolos; también se ubican en la laringe y la faringe. Más receptores, pero solo de tipo mecánico, existen en el conducto auditivo externo, los tímpanos, los senos paranasales, el diafragma, la pleura, el pericardio y el estómago. Las vías aferentes llevan el impulso nervioso a través del nervio vago al centro de la tos que se ubica en la médula espinal. Desde ahí se produce una señal de respuesta vía eferente que viaja por el nervio vago, el nervio frénico y los nervios motores espinales, produciendo la contracción espasmódica repentina y a veces repetitiva de la cavidad torácica lo que resulta en una liberación violenta del aire de los pulmones, lo que produce un sonido característico.

## Mecanismo
La tos se puede iniciar bien de forma voluntaria o como un mecanismo reflejo. Como reflejo defensivo tiene vías tanto sintomáticas como asintomáticas. La parte sintomática comprende receptores dentro de la distribución sensorial de los nervios trigémino, glosofaríngeo, laríngeo superior y vago. La parte asintomática comprende el nervio laríngeo recurrente (que produce el cierre de la glotis) y los nervios espinales (que producen contracción de la musculatura torácica y abdominal). La secuencia de la tos comprende un estímulo apropiado que inicia una inspiración profunda. Esto se sigue del cierre de la glotis, relajación diafragmática y una contracción muscular frente a la glotis cerrada, de forma que se produce el máximo de presión positiva dentro del tórax y de las vías respiratorias. Estas presiones positivas intratorácicas dan lugar a un estrechamiento de la tráquea a través de un pliegue de la membrana posterior, más elástica. Una vez que se abre la glotis, la combinación de una gran diferencia de presiones entre las vías respiratorias y la atmósfera junto con este estrechamiento traqueal produce flujos a través de la tráquea cuya velocidad se aproxima a la del sonido. Las fuerzas de cizallamiento que se desarrollan cooperan en la expulsión del moco y cuerpos extraños.

## Etiología
La tos se produce por la estimulación inflamatoria, mecánica, química o térmica de los receptores de la tos. La estimulación inflamatoria se inicia por el edema y la hiperemia de las mucosas respiratorias, como ocurre en la bronquitis bacteriana o vírica, el resfriado común, y el consumo excesivo de tabaco. También puede ser causada por la irritación producida por procesos exudativos, como el goteo nasal posterior y el reflujo gastroesofágico con aspiración. Dichos estímulos pueden surgir bien en las vías respiratorias (como ocurre en la laringitis, traqueítis, bronquitis y bronquiolitis) o bien en los alveolos (como ocurre en la neumonitis y en los abscesos pulmonares). Los estímulos mecánicos se producen por la inhalación de partículas tales como las de polvo, y por la compresión de las vías respiratorias o el ejercicio o presión sobre estas estructuras. Las lesiones que se asocian con la compresión de las vías respiratorias pueden ser extra o intramurales. Entre estas últimas figuran los aneurismas de la aorta, granuloma, neoplasias pulmonares y tumores del mediastino; las lesiones intramurales comprenden los carcinomas broncógenos, adenomas bronquiales, cuerpos extraños, afectación granulomatosa del interior de los bronquios, y la contracción de los músculos lisos de las vías respiratorias (asma bronquial). La presión o tensión sobre las vías respiratorias se produce, por lo general, por lesiones que se asocian con un descenso en la eslasticidad pulmonar. Ejemplos de causas específicas son las fibrosisintersticiales agudas y crónicas, el edema pulmonar y las atelectasias. Los estímulos químicos pueden producirse a partir de la inhalación de gases irritantes, entre los que figuran el humo del tabaco y los vapores químicos. Muchos otros fármacos pueden ejercer efectos adversos sobre el aparato respiratorio y a través de ellos causar tos. Sin embargo, la tos per se es el efecto secundario principal de los inhibidores de la enzima convertidora de angiotensina. Por último, los estímulos térmicos pueden deberse a la inhalación de aire, muy caliente o muy frío. La tos puede ser un síntoma de un síndrome de activación mastocitaria (MCAS).
La tos se suele asociar a sibilancias episódicas secundarias a la broncoconstricción de los pacientes con asma bronquial sintomático. La tos crónica o persistente puede ser la única manifestación de un asma bronquial ("tos asmática"). Tales pacientes se caracterizan por: 1) ausencia de una historia de sibilancias episódicas y la tráquea, y 2) falta de obstrucción de la tráquea al flujo espiratorio de las vías respiratorias en la espirometría, pero 3) presentan una hiperreactividad de las vías respiratorias (características del asma) cuando éstas se exponen a un agente colinérgico como la metacolina.

## Clasificación
Existen diversos tipos de tos:
- Según los elementos que la compongan:

- Seca: solo expulsa aire.
- Productiva: expulsa aire acompañado de esputo, es decir produce expectoración.
- Emetizante: que produce vómitos (con alimentos, bilis, etc.).
- Según su duración:

- Aguda: menos de 3 semanas.
- Subaguda: de 3 a 8 semanas.
- Crónica: más de 8 semanas.
- Según su presentación:

- Espasmódica: en forma de espasmos.
- Sibilante: acompañada de ruidos respiratorios agudos.
- Convulsiva o convulsa: accesos violentos, intermitentes y sofocantes de tos. Golpes de tos.
- Nocturna: solo o principalmente aparece por la noche.
- De esfuerzo: provocada voluntariamente, generalmente para expulsar alimentos o cuerpos extraños ingeridos.
- Según determinadas enfermedades:[6]

- Tosferina.
- Tos perruna: producida por espasmos de la laringe.
- Tos vómica: tos acompañada de vómitos purulentos.

## Evaluación diagnóstica
La historia es el elemento más importante de la valoración. Debe abarcar los siguientes puntos:
1. La tos, ¿es aguda o crónica?
2. ¿Se asocia con fiebre?
3. ¿Se acompaña de expectoración? Si es así, ¿cuáles son sus características?
4. ¿Es estacional?
5. ¿Tiene el paciente factores de riesgo importantes para desarrollar alguna enfermedad? (p. ej., tabaquismo, adicción a drogas intravenosas, inmovilización, exposición ambiental a tóxicos).
6. ¿Cómo es su historia médica anterior?

La exploración física, la radiografía de tórax, el análisis de esputo y las pruebas de función pulmonar (volúmenes pulmonares estáticos y estudio dinámico de flujos) pueden indicar entonces la causa específica. La historia puede orientar hacia un diagnóstico específico. Los episodios agudos de tos se pueden asociar con infecciones virales tales como la traqueítis aguda o la neumonitis, o con una bronconeumonía bacteriana. La tos asociada con un episodio febril agudo y que se acompaña de ronquera se debe, por lo general, a una laringotraqueobronquitis. El goteo nasal posterior es también una causa frecuente de tos crónica.
El carácter de la tos puede sugerir la localización anatómica de la infección: el paciente con un tipo "perruno" de tos puede tener una afectación de la epiglotis (por ejemplo, "tos ferina" debida a una infección por Bordetella pertussis en los niños pequeños), mientras que la tos que se asocia en la tráquea con una afectación traqueal o de las vías respiratorias es, con frecuencia, fuerte y "áspera". La tos que se asocia con las sibilancias generalizadas se puede producir por un broncoespasmo agudo. El momento en el que se produce la tos puede también indicar una causa específica: una tos que se produce de forma selectiva durante la noche sugiere la presencia de una insuficiencia cardíaca congestiva; una tos relacionada con las comidas sugiere una fístula traqueoesofágica, una hernia de hiato o un divertículo esofágico; una tos que se desencadena por un cambio de la posición sugiere un absceso pulmonar o un área localizada de bronquiectasias. La descripción del esputo o de las secreciones producidas con la tos debe comprender el color, la consistencia, el olor y el volumen: los esputos muy abundantes y purulentos sugieren un absceso pulmonar o una bronquiectasia; los esputos sanguinolentos, sangrado (véase hemoptisis); los esputos espumosos y teñidos de sangre, edema pulmonar; los esputos abundantes y mucinosos, carcinoma de células alveolares.
La exploración física general puede apuntar hacia una causa extrapulmonar de la tos, como una insuficiencia cardíaca, una neoplasia extrapulmonar, una inmunodeficiencia, etc. El carácter de los datos ausculatorios puede sugerir cualquier enfermedad: en las enfermedades de la laringe se puede encontrar un estridor inspiratorio con sibilancias; los roncus inspiratorios y espiratorios van en favor de la afectación predominante de la tráquea y de los bronquios principales; los estertores subcrepitantes inspiratorios rudos pueden indicar la presencia de fibrosis intersticial, edema o ambos; los estertores crepitantes finos pueden indicar una neumonítis o un edema pulmonar, que llena los alveolos de líquido. La radiografía de tórax puede revelar la causa de la tos; puede mostrar una lesión ocupante de espacio intrapulmonar que puede ser central o periférica, un proceso que llena los alveolos y que puede ser neumónico o no neumónico, un área en panal de abeja y formación de quistes que puede indicar una zona de bronquiectasias localizadas, o una adenopatía biliar bilateral que puede indicar la presencia de una sarcoidosis o un linfoma.
El cuidadoso examen de esputo puede arrojar más luz que la descripción del propio paciente sobre las características del mismo. El examen muestra si la expectoración es fluida o viscosa, purulenta, de mal olor, teñida de sangre, o bien escasa o copiosa. En la neumonía producida por Klebsiella puede parecer "jalea de grosellas". La tinción de Gram y el cultivo de muestras obtenidas de una tos profunda pueden poner de manifiesto una causa bacteriana, fúngica o micoplásmica específica, mientras que la citología del esputo puede establecer un diagnóstico positivo de neoplasia pulmonar.
La broncoscopia puede poner de manifiesto la causa de una tos crónica, por lo demás inexplicada. Los estudios de función pulmonar pueden ser también de utilidad. Una obstrucción espiratoria significativa del flujo aéreo (determinada a través de una maniobra de flujo espiratorio forzado), junto con una historia de tos y producción considerable de esputo sugiere que, con independencia de otros hallazgos, el paciente tiene una bronquitis importante. La disminución de los volúmenes pulmonares (determinados a través de los volúmenes pulmonares estáticos) sugieren la presencia de una enfermedad restrictiva. Quizá de mayor importancia que proporcionar un diagnóstico específico en la tráquea, los resultados de función pulmonar son útiles en lo que se refiere a cuantificar la gravedad de la enfermedad y su progresión a lo largo del tiempo, y para valorar la eficacia de cualquier intervención terapéutica.
Hay que resaltar dos características de la tos:
1. Entre los fumadores de cigarrillos, la tos suele ser tan frecuente que se ignora o su importancia se reduce al mínimo. Cualquier cambio en la naturaleza o carácter de una tos crónica de fumador debe poner inmediatamente en marcha la valoración diagnóstica, y debe prestarse particular atención a la detección de un carcinoma broncógeno.
2. Las mujeres suelen deglutir sus esputos y no expectorar de la misma forma que lo hacen los varones. Esta tendencia puede llevar a la conclusión incorrecta de que la tos de un paciente es irritativa y no productiva (no se acompaña de expectoración).

## Complicaciones
Los mecanismos de la tos pueden ocasionar las siguientes complicaciones:
- Síncope tusígeno, debido a la disminución de la circulación cerebral, a causa de la disminución del gasto cardíaco secundario a la disminución de la circulación venosa hacia el corazón que sería consecuencia del aumento de la presión intratorácica que acompaña a la tos paroxística.[7]
- Rotura de bula enfisematosa.
- Fracturas costales. En este caso, pueden existir enfermedades asociadas como mieloma múltiple, osteoporosis o metástasis osteolíticas.
- Costocondritis.
- Hemorragia pulmonar.

### Vía aérea intervenida
La traqueostomía corta el circuito de las vías respiratorias y los tubos endotraqueales impiden el cierre de la glotis. Por tanto, ambos elementos disminuyen la eficacia del mecanismo de la tos.[cita requerida]

## Tratamiento
El tratamiento definitivo de la tos se basa en determinar su causa exacta e iniciar entonces un tratamiento específico de la causa subyacente. Cuando se hace esto, el tratamiento específico es habitualmente eficaz, como cuando se abandona el tabaco, se trata con antibiótico una infección bacteriana específica, o se suprime el reflujo gastroesofágico.
Se debe valorar el tratamiento sintomático o no específico de la tos cuando: 1) la causa de la tos se desconoce o no es posible un tratamiento específico, y 2) cuando la tos no tiene utilidad o supone un riesgo potencial, o si causa incomodidad sustancial. La tos irritativa no productiva puede suprimirse con un fármaco antitusígeno, que aumenta la latencia o umbral del centro tusígeno. Entre estos fármacos figuran la codeína, medicamentos no narcóticos como el dextrometorfano. Estos medicamentos son un tratamiento sintomático útil interrumpiendo paroxismos prolongados que se autoperpetúan. Sin embargo, habitualmente no debe suprimirse una tos productora de cantidades significativas de esputo, debido a que la retención de esputo en el árbol traqueobronquial puede interferir con la distribución de la ventilación, la aireación alveolar, y la resistencia pulmonar a la infección.
Cuando las secreciones son espesas, fuertes y/o adherentes, pueden ser útiles una hidratación adecuada, los expectorantes, y la humidificación del aire con un nebulizador ultrasónico con bromuro de ipratropio, un tipo de broncodilatador de acción antimuscarínica. El glicerol yodado puede ser especialmente útil en la tos del asma o en la bronquitis crónica, aunque no se ha demostrado su eficacia, y la guaifenesina, en la bronquitis aguda o crónica. El aclaramiento mucociliar puede aumentar con agonistas beta-adrenérgicos como la efedrina, especialmente en pacientes con fibrosis quística, y la teofilina, en pacientes con enfermedad pulmonar obstructiva crónica.
El tratamiento protusígeno (favorecedor de la tos), está diseñado para aumentar la efectividad de una tos útil pero inadecuada. Los aerosoles con suero salino hipertónico pueden aumentar el aclaramiento de partículas de las vías aéreas inferiores durante la tos en pacientes con bronquitis, y se ha demostrado un efecto similar de los aerosoles de amilorida en pacientes con fibrosis quística.
- En pediatría la tos no debe tratarse con medicamentos calmantes de la tos, mucolíticos, expectorantes, antihistamínicos o descongestivos nasales, especialmente en menores de seis años. En niños no está demostrado que estos medicamentos sean eficaces para el tratamiento de la tos y los riesgos superan a los posibles beneficios. Si se usan, siempre deben estar bajo control médico.[8]

Recientes estudios afirman además, que la tos crónica puede ser tratada de forma eficaz por la logopedia, ya que algunos de los músculos implicados en trastornos del lenguaje también influyen en la aparición de este trastorno.